# Flux financiers illicites
Les flux financiers illicites (en anglais Illicit Financial Flows) sont, en économie, une forme de fuite illégale de capitaux qui se produit lorsque de l'argent est gagné, transféré ou dépensé illégalement. Cet argent disparaît de tout registre comptable dans le pays d'origine et les revenus générés par le stock de flux financiers illicites ne reviennent généralement pas dans le pays d'origine.
Bien que les flux financiers illicites soient étroitement liés à la fuite des capitaux, ils s'en distinguent sous un aspect majeur : la notion de fuite des capitaux fait reposer pratiquement la totalité du problème sur les pays en développement d'où provient l'argent, ce qui suggère implicitement qu'il est de leur responsabilité presque exclusive de traiter et de résoudre le problème, tandis que l'expression flux financiers illicites fait ressortir le fait que ce phénomène est à double sens : dans un certain nombre de cas, le corrompu est dans un pays en développement, et le corrupteur est un acteur économique relevant d'un pays développé.

## Origine des flux financiers illicites
Les flux financiers illicites peuvent être générés de différentes manières qui n'apparaissent pas dans les comptes nationaux ni dans les chiffres de la balance des paiements, notamment les manipulations des facturations commerciales (par sous-évaluation ou surévaluation des prix), les transferts de liquidités, les transactions en hawala (paiement informel) et la contrebande.

## Estimation des montants et de l'impact des flux financiers illicites
Plusieurs modèles économiques sont utilisés pour fournir des estimations du montant des flux financiers illicites et de la fuite des capitaux. Les deux méthodes les plus courantes sont le modèle résiduel de la Banque mondiale (World Bank Residual Model (en)) et le modèle d'évaluation abusive du commerce basé sur la stratégie DOTS, qui utilise la base de données du FMI intitulée Direction of Trade Statistics (DOTS) pour analyser les divergences dans les statistiques commerciales entre pays partenaires. Le modèle basé sur IPPS, développé par John Zdanowicz de l'Université internationale de Floride, est un autre moyen d'estimer les prix erronés des échanges. Cette méthode utilise des transactions individuelles d'importation et d'exportation des États-Unis avec le reste du monde pour trouver des incohérences dans les prix à l'exportation et à l'importation. Les économistes utilisent également la méthode de suivi des flux financiers internationaux spéculatifs (dits hot money) et la méthode de Dooley pour ces estimations.
Selon une étude publiée en 2013 par Raymond W. Baker, directeur de Global Financial Integrity, les flux financiers illicites en provenance des pays en développement s'élèvent à environ un milliard de dollars par an. Cette étude a également révélé que la Chine , la Russie et le Mexique constituaient les trois principales sources de flux financiers illicites dans le monde.

## Exemples par pays

### Pakistan
Au Pakistan, on estime à plus de 10 milliards de dollars les flux financiers illicites échappant à l'impôt et sortis du pays, alors que près d’un tiers de la population vit en dessous du seuil de pauvreté.

### Swaziland
Le Swaziland a perdu environ 556 millions de dollars en raison de flux financiers illicites en 2012 et un record de 1,139 milliard de dollars en 2007.

## Voir également

### Publications
- Raymond W. Baker (trad. de l'anglais), Le talon d'Achille du capitalisme : l'argent sale et comment renouveler le système d'économie du marché, Oultremont, Québec, Canada, alTERRE éditions, 2007, 461 p. (ISBN 978-2-923640-00-6)
- (en) Raymond W. Baker, Capitalism's Achilles Heel, Dirty Money and How to Renew the Free-market System, Hoboken, New-Jersey, John Wiley & sons, 2005, 438 p. (ISBN 978-0-471-64488-0, lire en ligne)